# Sondervermögen Infrastruktur und Klimaneutralität
Das Sondervermögen Infrastruktur und Klimaneutralität (SVIK) ist ein geplantes Sondervermögen des Bundes in Höhe von 500 Milliarden Euro, das am 18. März 2025 vom Deutschen Bundestag und am 21. März 2025 vom Bundesrat ermöglicht wurde.

## Zweck und Umfang
Das Sondervermögen Infrastruktur ist unter anderem für Investitionen in die Verkehrswege, den Ausbau und die Erneuerung der Energieinfrastruktur, aber auch für Digitalisierung, Forschung, Gesundheit, Betreuung und Bildung wie die Sanierung von Schulen und Krankenhäusern vorgesehen. Bei der Verkehrsinfrastruktur sollen Schienen, Straßen, Brücken und Wasserwege saniert werden.
Das Sondervermögen hat einen Umfang von 500 Milliarden Euro und ist auf zwölf Jahre ausgelegt. 100 Milliarden Euro des Finanzpakets sind direkt für Länder und Kommunen vorgesehen, weitere 100 Milliarden Euro für den Klimaschutz und den darauf ausgerichteten Umbau der Wirtschaft. Dieses Geld soll in den Klima- und Transformationsfonds (KTF) fließen und dazu beitragen, dass Deutschland bis 2045 klimaneutral wird.

## Hintergrund
Durch Uneinigkeiten zur Haushaltspolitik und der Einhaltung der Schuldenbremse endete die Ampelkoalition unter dem Kabinett Scholz vorzeitig (siehe Bruch der Ampelkoalition in Deutschland 2024).
Nach der darauffolgenden, vorgezogenen Bundestagswahl 2025 am 23. Februar 2025 sondierte die CDU/CSU-Fraktion im Deutschen Bundestag mit der SPD über eine mögliche gemeinsame Koalition. Aufgrund der anhaltenden Bedrohungslage durch Russland (siehe Ukraine-Krieg) und die zunehmende Infragestellung der NATO-Bündnispflicht durch den neu gewählten US-Präsidenten Donald Trump, der diese an eine Aufstockung der Verteidigungshaushalte der Bündnispartner knüpfte, stellte sich die Frage nach der künftigen Finanzierung der Bundeswehr. In Erwägung gezogen wurde daher die Aufstockung des von der Ampelkoalition gemeinsam mit der Union verabschiedeten Sondervermögens Bundeswehr oder die Errichtung eines weiteren kreditfinanzierten Sondervermögens für die Verteidigung. Es wurde zudem diskutiert, auch insgesamt die Schuldenbremse für Investitionen zu lockern. Dies hatte die Union unter Kanzlerkandidat Friedrich Merz im Wahlkampf noch abgelehnt. Dennoch einigten sich die CDU/CSU und SPD am 4. März 2025 auf ein neues Schuldenpaket aus zwei Bestandteilen: Zum einen sollten Verteidigungsausgaben, die 1 Prozent des Bruttoinlandsprodukts übersteigen, von der Schuldenbremse ausgenommen werden (siehe Reform der Schuldenbremse 2025). Zum anderen sollte ein Sondervermögen für Infrastruktur in Höhe von 500 Milliarden Euro mit einer Laufzeit von zehn Jahren eingerichtet werden, von denen 100 Milliarden Euro direkt an die Länder gehen sollten.
Da jedoch für die notwendige Zweidrittelmehrheit weitere Stimmen wie von Bündnis 90/Die Grünen erforderlich waren, die ihre Zustimmung jedoch an weitere Zugeständnisse knüpften, einigte man sich in weiteren Verhandlungen mit diesen auf einige Anpassungen: Insbesondere wurde vereinbart, dass 100 Milliarden Euro des Sondervermögens in den KTF fließen und für den Klimaschutz sowie für die klimafreundliche Transformation der Wirtschaft eingeplant wird. Dazu soll auch die deutsche Klimaneutralität bis 2045 als Ziel der Investitionen ins Grundgesetz geschrieben werden. Zudem wurde die Formulierung so geändert, dass nur „zusätzliche“ Investitionen aus dem Sondervermögen finanziert werden sollen, um eine reine Umschichtung der Budgets zu verhindern.

## Verfassungsgesetzgebungsprozess
Obwohl bereits ein neuer Bundestag gewählt worden war, der sich jedoch noch nicht konstituiert hatte, einigten sich CDU/CSU und SPD darauf, das Sondervermögen noch im alten, 20. Deutschen Bundestag verabschieden zu wollen. Anderenfalls wären sie für die notwendige Zweidrittelmehrheit auch auf die Stimmen von Die Linke oder AfD angewiesen gewesen. Gegen die dafür kurzfristig einberufene Sondersitzung des Bundestages äußerten diese Parteien Kritik und klagten vor der Abstimmung vor dem Bundesverfassungsgericht, das ihre einstweiligen Anträge jedoch abwies.
Am 18. März 2025 beschloss der Bundestag den von CDU/CSU und SPD einbrachten Gesetzentwurf gemeinsam mit den Stimmen der Grünen, wobei 512 Abgeordnete dafür und 206 dagegen votierten. FDP, Linke, AfD und BSW stimmten geschlossen dagegen, aber auch jeweils eine Person von Union (Mario Czaja), SPD (Jan Dieren) und den Grünen (Canan Bayram). Gleichzeitig wurde die Lockerung der Schuldenbremse für Verteidigungs- und Sicherheitsausgaben beschlossen.
Am 21. März 2025 erfolgte die Bestätigung durch den Bundesrat mit Enthaltungen aus Thüringen, Brandenburg, Sachsen-Anhalt und Rheinland-Pfalz; diese vier Bundesländer werden jeweils von der FDP oder vom Bündnis Sahra Wagenknecht mitregiert. Die von der Linkspartei mitregierten Bundesländer Bremen und Mecklenburg-Vorpommern stimmten wie auch Bayern, das von den Freien Wählern mitregiert wird, zu. Bayern will allerdings in einer rechtlich nicht bindenden Protokollerklärung seine Position darlegen, dass die Klimaneutralität ab 2045 nicht als Verfassungsauftrag gesehen werde.
Einen Tag nach dem Beschluss des Sondervermögens durch den Bundesrat wurde die Grundgesetz-Änderung in Artikel 143h GG durch Bundespräsident Frank-Walter Steinmeier unterzeichnet.

### Reaktionen und Folgen
Prognosen rechnen allein durch das neue Sondervermögen mit einer Erhöhung der deutschen Schuldenquote (gemessen am BIP) um 10 Prozentpunkte. Zuzüglich zusätzlicher Investitionen in die Verteidigung, die in Zukunft von der Schuldenbremse ausgenommen werden sollen, bedeuten die Beschlüsse eine Mehrverschuldung von mindestens 1 Billion Euro. Zum Vergleich: Der gesamte deutsche Bundeshaushalt 2025 beträgt 488 Milliarden Euro und der Schuldenstand zum Beschlusszeitpunkt 2,5 Billionen Euro. Durch die steigende Zinslast könnte die Staatsschuldenquote so bereits im Jahr 2034 auf 100 Prozent steigen. Die FDP kritisierte daher eine „hemmungslose Schuldenmacherei“ zulasten der nachfolgenden Generationen und warf Friedrich Merz Wortbruch vor. Ökonomen mahnten an, das Sondervermögen tatsächlich nur für Investitionen und nicht zur Entlastung des Haushaltes zu nutzen, etwa um neue Ausgaben wie die angekündigte Erhöhung der Mütterrente finanzieren zu können. Sie warnten außerdem vor einem Bruch der EU-Fiskalregeln und vor einer langfristigen Überschuldung Deutschlands, die zu einer neuen Finanzkrise führen könnte. Gleichzeitig steigert die staatlich induzierte Nachfrage und Kreditaufnahme die Zinsen auf dem Kapitalmarkt und könnte zu einer weiteren Verschärfung der Inflation führen.
Zahlreiche Verbände, Gebietskörperschaften und Interessensvertreter meldeten nach dessen Beschluss Bedarf für Mittel aus dem Sondervermögen an.

## Errichtungsgesetz
Im Juli 2025 brachten die Fraktionen der CDU/CSU und der SPD den Entwurf eines Gesetzes zur Errichtung eines Sondervermögens Infrastruktur und Klimaneutralität (SVIKG) in den Bundestag ein. Ferner wurde der Entwurf des Länder-und-Kommunal-Infrastrukturfinanzierungsgesetz erarbeitet, der die für die Länder und Kommunen vorgesehenen 100 Milliarden Euro an die Länder gemäß ihres Bevölkerungsanteils zur weiteren Verteilung an die Kommunen nach Maßgabe ihres Rechts verteilt.